# آلار لانمان
آلار لانمان (استونیایی: Alar Laneman؛ زادهٔ ۶ مهٔ ۱۹۶۲) سیاست‌مدار اهل استونی است. وی از سال ۲۰۲۰ تا ۲۰۲۱ وزیر کشور استونی بوده.